# Jeux sud-américains de 2018
Navigation
2014 2022

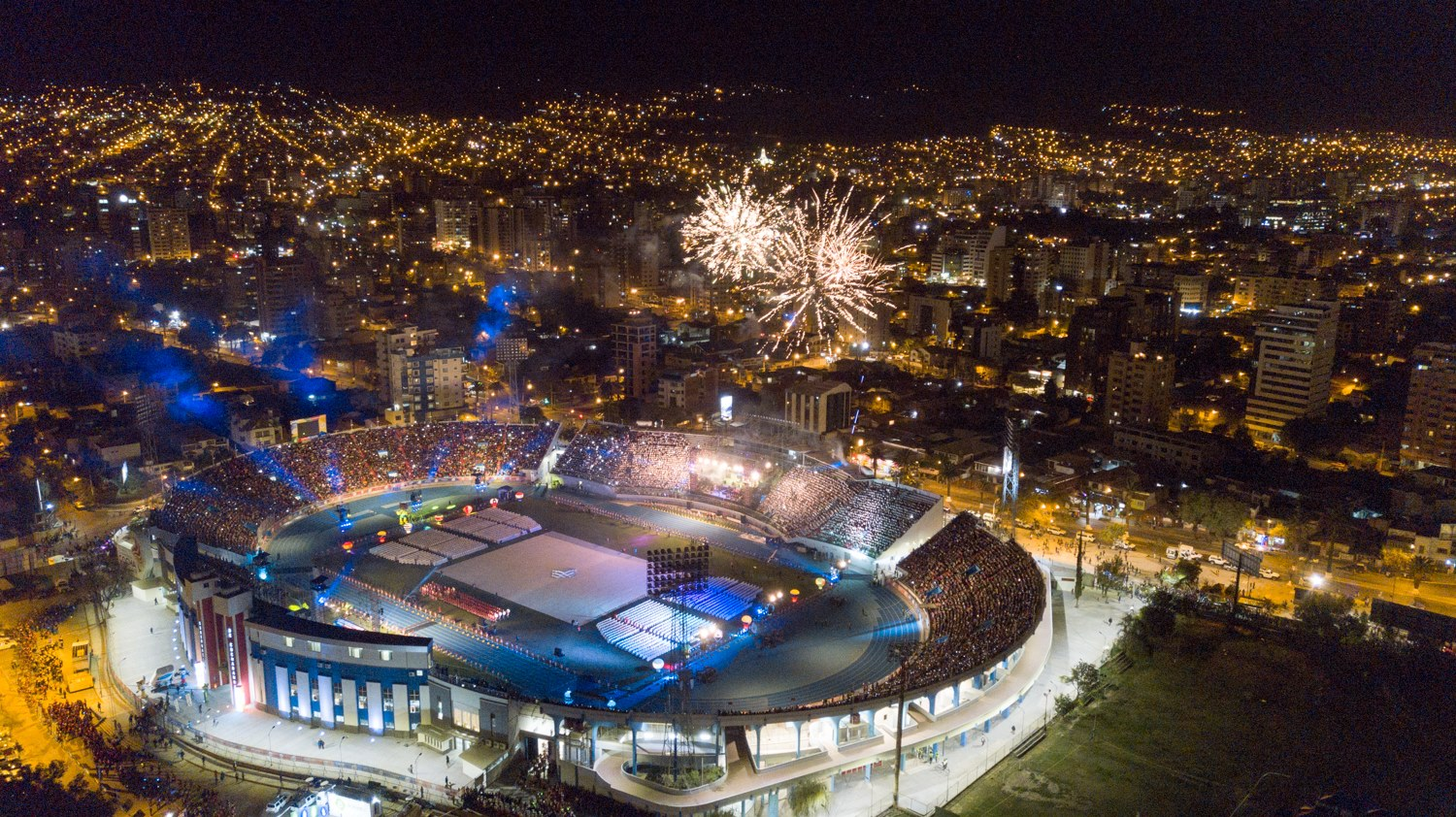
Vue aérienne de la cérémonie d'ouverture des Jeux sud-américains de 2018 à Cochabamba

La 11e édition des Jeux sud-américains se déroule du 26 mai au 10 juin 2018 à Cochabamba en Bolivie. C'est une compétition multisports qui a lieu tous les quatre ans où les pays affiliés à l'organisation sportive sud-américaine (ODESUR) s'affrontent.

## Compétition

### Participants
| - Argentine (534) - Aruba (10) - Bolivie (617) (Pays organisateur) - Brésil (316) - Chili (449) | - Colombie (461) - Équateur (234) - Guyana (11) - Panama (55) - Paraguay (252) | - Pérou (447) - Suriname (13) - Uruguay (217) - Venezuela (394) |  |

### Sports au programme
- Athlétisme
- Cyclisme
- Squash

## Tableau des médailles
Pays organisateur
| Rang  | Nation    | Or  | Argent | Bronze | Total |
| ----- | --------- | --- | ------ | ------ | ----- |
| 1     | Colombie  | 94  | 74     | 71     | 239   |
| 2     | Brésil    | 90  | 58     | 56     | 204   |
| 3     | Venezuela | 43  | 59     | 55     | 157   |
| 4     | Argentine | 42  | 60     | 63     | 165   |
| 5     | Chili     | 38  | 34     | 60     | 132   |
| 6     | Équateur  | 25  | 17     | 52     | 94    |
| 7     | Pérou     | 22  | 29     | 41     | 92    |
| 8     | Paraguay  | 6   | 10     | 14     | 30    |
| 9     | Uruguay   | 5   | 10     | 17     | 32    |
| 10    | Bolivie   | 4   | 15     | 15     | 34    |
| 11    | Panama    | 2   | 4      | 4      | 10    |
| 12    | Suriname  | 2   | 0      | 1      | 3     |
| 13    | Aruba     | 0   | 2      | 1      | 3     |
| 14    | Guyana    | 0   | 1      | 4      | 5     |
| Total | Total     | 373 | 373    | 454    | 1200  |